# Triplusec
Triplusec este un serial de comedie românesc care a debutat pe Pro TV la data de 13 septembrie 2018. Distribuția o prezintă pe Oana Pellea, în vârstă de 53 de ani, în rolul de dirigintă, alături de actori ai tinerei generații.

## Acțiune
Vlad (Paul Diaconescu), Alina (Aida Economu), Ștefan (Cosmin Natanticu), George (Andrei Cojanu), Anda (Diana Roman) și Nicu (Andrei V Ciopec) se revăd la întâlnirea de 15 ani de la terminarea liceului. Diriginta (Oana Pellea) le aduce foștilor săi elevi o cutie în care fiecare lăsase un bilețel, scris la finalul clasei a 12-a, cu visurile lor, iar cu mult umor și un pic de cruzime pune față-n față realitatea cu aspirațiile lor adolescentine și îi împarte în două categorii: împliniți sau ratați. Cei șase eroi se caliﬁcă fără menajamente la visuri ratate.
Cu toate nereușitele și neîmplinirile ﬁecăruia, cei șase își promit să rămână împreună și să trăiască la maximum fiecare moment. Fiecare aventură în care pornesc împreună din dorința de a se ajuta să își împlinească visurile din liceu sfârșește în dezastre comice. O victimă involuntară este chiar diriginta lor.

## Prezentare generală
| Sezonul | Sezonul | Episoade | Episoade | Premiera TV        | Premiera TV       |
| Sezonul | Sezonul | Episoade | Episoade | Prima transmisie   | Ultima transmisie |
| ------- | ------- | -------- | -------- | ------------------ | ----------------- |
|         | 1       | 11       | 11       | 13 septembrie 2018 | 6 decembrie 2018  |

## Episoade
| Nr. în serial                                     | Nr. în sezon | Titlu                                       | Regizat de                       | Scris de                         | Data difuzării     |
| ------------------------------------------------- | ------------ | ------------------------------------------- | -------------------------------- | -------------------------------- | ------------------ |
| 1                                                 | 1            | „Primu' episod, ăla cu ursu”                | Litiția Roșculeț                 | Litiția Roșculeț și Sabina Bălan | 13 septembrie 2018 |
| Toți ajung la închisoare după ce au omorât un om. |              |                                             |                                  |                                  |                    |
| 2                                                 | 2            | „Episodu' doi, ăla cu ziua lu' George”      | Litiția Roșculeț                 | Litiția Roșculeț și Sabina Bălan | 20 septembrie 2018 |
| Merg și îi serbează ziua de naștere lui George.   |              |                                             |                                  |                                  |                    |
| 3                                                 | 3            | „Episodu' trei, ăla cu echipa! și Anda”     | Lititia Rosculet                 | Bogdan Teleșpan                  | 27 septembrie 2018 |
| 4                                                 | 4            | „Episodu' patru, ăla cu răzbunarea”         | Litiția Roșculeț și Sabina Bălan | Bogdan Teleșpan                  | 4 octombrie 2018   |
| 5                                                 | 5            | „Episodu' cinci, ăla cu Vocea României”     | Litiția Roșculeț și Sabina Bălan | Bogdan Teleșpan                  | 18 octombrie 2018  |
| 6                                                 | 6            | „Episodu' șase, ăla cu accidentul”          | Litiția Roșculeț și Sabina Bălan | Bogdan Teleșpan                  | 25 octombrie 2018  |
| 7                                                 | 7            | „Episodu' șapte, ăla cu reclama”            | Litiția Roșculeț și Sabina Bălan | Bogdan Teleșpan                  | 1 noiembrie 2018   |
| 8                                                 | 8            | „Episodu' opt, ăla cu rulota”               | Litiția Roșculeț și Sabina Bălan | Bogdan Teleșpan                  | 8 noiembrie 2018   |
| 9                                                 | 9            | „Episodu' nouă, ăla cu jafu'”               | Litiția Roșculeț și Sabina Bălan | Bogdan Teleșpan                  | 15 noiembrie 2018  |
| 10                                                | 10           | „Episodu' zece, ăla cu Los Triplos Secos”   | Litiția Roșculeț și Sabina Bălan | Bogdan Teleșpan                  | 29 noiembrie 2018  |
| 11                                                | 11           | „Episodu' unșpe, ăla cu festivalul de film” | Litiția Roșculeț și Sabina Bălan | Litiția Roșculeț                 | 6 decembrie 2018   |